# Định nghĩa
Định nghĩa là sự xác định bằng ngôn ngữ nhất định những đặc trưng cơ bản tạo thành nội dung của khái niệm về một sự vật, hiện tượng hay quá trình, với mục đích phân biệt nó với các sự vật, hiện tượng hay quá trình khác. Định nghĩa có vai trò quan trọng trong khoa học và là bộ phận căn bản trong mọi lý thuyết khoa học.
Các nguyên tắc của định nghĩa:
1. Nguyên tắc tương xứng, nghĩa là ngoại diên của khái niệm được định nghĩa và ngoại diên của khái niệm dùng để định nghĩa phải bằng nhau
2. Không nói lòng vòng, quanh co.
3. Không nói theo cách phủ định
4. Phải rõ ràng, nghĩa là định nghĩa không chứa những thuộc tính có thể suy ra từ thuộc tính khác

Để định nghĩa một khái niệm nào đó, người ta thường ghép nó với một khái niệm lớn hơn (chủng), rồi chỉ ra những đặc điểm cơ bản của khái niệm cần định nghĩa (đặc điểm về loại). Chẳng hạn như định nghĩa về carbon là "carbon" là nguyên tố hóa học (chủng) có trọng lượng nguyên tử bằng 12 đơn vị carbon (đặc điểm về loại)". Đối với những khái niệm lớn và bao trùm, chẳng hạn như khái niệm vật chất, ý thức, người ta sử dụng cách định nghĩa ngoại lệ.

## Toán học
Trong toán học, khi đưa ra 1 khái niệm, người ta thường liệt kê các điều kiện cần và đủ để xác định khái niệm đó. Một khái niệm trong toán học do đó có thể được định nghĩa theo nhiều cách khác nhau, điển hình là số e.
Thông thường có 4 cách định nghĩa trong toán học:
1. Phương pháp cấu trúc chỉ rõ cách xây dựng khái niệm đó
2. Phương pháp quy khái niệm đang xét về những khái niệm đã biết
3. Phương pháp tiên đề, định nghĩa một khái niệm thông qua các tiên đề: ví dụ định nghĩa về song song
4. Phương pháp quy nạp dựa trên 2 yếu tố:
  1. Những đối tượng xuất phát hoặc cơ bản của hệ thống
  2. Những quy tắc hay thao tác cho phép dùng những đối tượng hiện có để tạo thành đối tượng mới của hệ thống

## Định nghĩa mờ
Định nghĩa mờ trong lô gíc mờ còn được gọi là định nghĩa thao tác, là phương pháp định nghĩa một sự vật thông qua một tập hợp nhận định gần đúng về sự vật đó nhờ một loạt thao tác có thể tạo ra bằng thực nghiệm hoặc quan trắc mà kết quả khách quan của nó có thể trực tiếp nhận biết được thông qua sự quan sát có tính chất kinh nghiệm hay bằng đo lường. Ví dụ định nghĩa về lửa như sau: "Lửa là một cái gì đó nóng". "Lửa là cái phát sáng". "Lửa là sức mạnh của thần thánh"...